# See You in the Next Life
See You in the Next Life — сборник британской альтернативной рок-группы Suede, выпущенный группой в 2004 году для своего фан-клуба.

## Об альбоме
See You in the Next Life был выпущен тиражом всего 2000 копий, в него вошли в основном демоверсии и ремиксы выпущенных ранее песен. «Elaine Paige» — версия песни «Another No One», бисайда из сингла «Trash» (1996 г.), а «La Puissance» — концертная версия песни «The Power» из альбома Dog Man Star, спетая на французском языке.

## Список композиций
| №   | Название                                                      | Автор(ы)                    | Длительность |
| --- | ------------------------------------------------------------- | --------------------------- | ------------ |
| 1.  | «She» (strings)                                               | Бретт Андерсон, Ричард Оукс | 4:29         |
| 2.  | «Elaine Paige»                                                | Андерсон                    | 3:23         |
| 3.  | «La Puissance»                                                | Андерсон, Бернард Батлер    | 1:23         |
| 4.  | «Lazy» (demo)                                                 | Андерсон                    | 3:12         |
| 5.  | «By the Sea» (acoustic version)                               | Андерсон                    | 4:06         |
| 6.  | «Indian Strings» (Protocol demo)                              | Андерсон                    | 4:03         |
| 7.  | «She’s in Fashion» (Protocol demo)                            | Андерсон, Нил Кодлинг       | 6:21         |
| 8.  | «Simon» (demo)                                                | Андерсон, Кодлинг           | 4:40         |
| 9.  | «Beautiful Loser» (Parkgate demo)                             | Андерсон, Алекс Ли, Оукс    | 3:52         |
| 10. | «When the Rain Falls» (Stanbridge demo)                       | Андерсон                    | 4:28         |
| 11. | «Untitled» (Stanbridge demo)                                  | Андерсон, Оукс              | 3:35         |
| 12. | «Attitude (Mick Jones remix)»                                 | Андерсон, Мэт Осман         | 3:36         |
| 13. | «Still Life» (instrumental hidden track following «Attitude») | Андерсон, Батлер            | 5:19         |